# Wallace Diestelmeyer
Wallace William Diestelmeyer (Kitchener, Ontário, 14 de julho de 1926 – Oakville, Ontário, 23 de dezembro de 1999) foi um patinador artístico canadense, que competiu em provas individuais, de duplas e de dança no gelo. Ele conquistou uma medalha de bronze olímpica em 1948 ao lado da parceira Suzanne Morrow, e uma medalha de bronze em campeonatos mundiais.

## Resultados

### Individual masculino
| Resultados                                            | Resultados        | Resultados      | Resultados    | Resultados    | Resultados    | Resultados    | Resultados    | Resultados    | Resultados    | Resultados    | Resultados    | Resultados    |
| Internacional                                         | Internacional     | Internacional   | Internacional | Internacional | Internacional | Internacional | Internacional | Internacional | Internacional | Internacional | Internacional | Internacional |
| Evento/Temporada                                      | 1946– 1947        | 1947– 1948      |               |               |               |               |               |               |               |               |               |               |
| ----------------------------------------------------- | ----------------- | --------------- | ------------- | ------------- | ------------- | ------------- | ------------- | ------------- | ------------- | ------------- | ------------- | ------------- |
| Jogos Olímpicos                                       |                   | 12.º            |               |               |               |               |               |               |               |               |               |               |
| Campeonato Mundial                                    |                   | 9.º             |               |               |               |               |               |               |               |               |               |               |
| Campeonato Norte-Americano                            | Medalha de bronze |                 |               |               |               |               |               |               |               |               |               |               |
| Nacional                                              |                   |                 |               |               |               |               |               |               |               |               |               |               |
| Campeonato Canadense                                  | Medalha de prata  | Medalha de ouro |               |               |               |               |               |               |               |               |               |               |
|                                                       |                   |                 |               |               |               |               |               |               |               |               |               |               |
| Legenda: Competição não foi disputada nesta temporada |                   |                 |               |               |               |               |               |               |               |               |               |               |

### Duplas

#### Com Suzanne Morrow
| Resultados                                            | Resultados      | Resultados        | Resultados    | Resultados    | Resultados    | Resultados    | Resultados    | Resultados    | Resultados    | Resultados    | Resultados    | Resultados    |
| Internacional                                         | Internacional   | Internacional     | Internacional | Internacional | Internacional | Internacional | Internacional | Internacional | Internacional | Internacional | Internacional | Internacional |
| Evento/Temporada                                      | 1946– 1947      | 1947– 1948        |               |               |               |               |               |               |               |               |               |               |
| ----------------------------------------------------- | --------------- | ----------------- | ------------- | ------------- | ------------- | ------------- | ------------- | ------------- | ------------- | ------------- | ------------- | ------------- |
| Jogos Olímpicos                                       |                 | Medalha de bronze |               |               |               |               |               |               |               |               |               |               |
| Campeonato Mundial                                    |                 | Medalha de bronze |               |               |               |               |               |               |               |               |               |               |
| Campeonato Norte-Americano                            | Medalha de ouro |                   |               |               |               |               |               |               |               |               |               |               |
| Nacional                                              |                 |                   |               |               |               |               |               |               |               |               |               |               |
| Campeonato Canadense                                  | Medalha de ouro | Medalha de ouro   |               |               |               |               |               |               |               |               |               |               |
|                                                       |                 |                   |               |               |               |               |               |               |               |               |               |               |
| Legenda: Competição não foi disputada nesta temporada |                 |                   |               |               |               |               |               |               |               |               |               |               |

#### Com Joyce Perkins
| Campeonato Canadense | Medalha de ouro |

#### Com Floraine Ducharme
| Campeonato Canadense | Medalha de prata |

### Dança no gelo

#### Com Suzanne Morrow
| Campeonato Canadense | Medalha de ouro |